# Пляйдельсгайм
Пляйдельсгайм (нім. Pleidelsheim) — громада в Німеччині, знаходиться в землі Баден-Вюртемберг. Підпорядковується адміністративному округу Штутгарт. Входить до складу району Людвігсбург.
Площа — 10,18 км2. Населення становить 6433 ос. (станом на 31 грудня 2020).